# Мандельштам, Осип Эмильевич
О́сип Эми́льевич (Иосеф Хацкелевич) Мандельшта́м (2 [14] января 1891, Варшава[…] — 27 декабря 1938[…], Владперпункт) — русский поэт, прозаик, переводчик, эссеист, критик и литературовед. Один из крупнейших русских поэтов XX века.
Жертва сталинских репрессий. Реабилитирован посмертно «за отсутствием состава преступления»: по делу 1938 года — в 1956 году, по делу 1934 года — в 1987 году. Местонахождение могилы неизвестно.

## Биография
Родился 2 (14) января 1891 года в Варшаве в еврейской семье. Отец, Эмиль Вениаминович (Хацкель Бениаминович) Мандельштам (1856—1938), уроженец местечка Жагоры Виленской губернии, был мастером перчаточного дела, состоял в купцах первой гильдии, что давало ему право жить вне черты оседлости, несмотря на еврейское происхождение. Мать, Флора Овсеевна Вербловская (1866—1916), родом из Вильны, была музыкантом. В переписях 1896 и 1913 годов семья оставалась приписанной в Ковно, но с 1897 года жила в Петербурге.
Получил образование в Тенишевском училище (окончил в 1907 году), российской кузнице «культурных кадров» начала XX века. В августе 1907 года подал прошение о приёме вольнослушателем на естественное отделение физико-математического факультета Санкт-Петербургского университета, но, забрав документы из канцелярии, в октябре уехал в Париж. В 1908—1910 годы учился в Сорбонне и в Гейдельбергском университете. В Сорбонне посещал лекции А. Бергсона и Ж. Бедье в Collège de France. Познакомился с Николаем Гумилёвым, увлёкся французской поэзией: старофранцузским эпосом, Франсуа Вийоном, Бодлером и Верленом.
В промежутках между зарубежными поездками бывал в Петербурге, где посещал лекции по стихосложению на «башне» у Вячеслава Иванова.
К 1911 году семья начала разоряться, и обучение в Европе стало невозможным. Для того чтобы обойти квоту на иудеев при поступлении в Петербургский университет, Мандельштам крестился у методистского пастора в Выборге.

### Учёба
11 сентября 1911 года был зачислен на романо-германское отделение историко-филологического факультета Петербургского университета, где обучался с перерывами до 1917 года. Учился безалаберно, курс не окончил.
В 1911 году познакомился с Анной Ахматовой, бывал в гостях у четы Гумилёвых.
Первая публикация — журнал «Аполлон», 1910 г., № 9. Печатался также в журналах «Гиперборей», «Новый Сатирикон» и других. С ноября 1911 года регулярно участвовал в собраниях Цеха поэтов. В 1912 году познакомился с А. Блоком. В конце того же года вошёл в группу акмеистов. Дружбу с акмеистами (Анной Ахматовой и Николаем Гумилёвым) считал одной из главных удач своей жизни.
Поэтические поиски этого периода отразила дебютная книга стихов «Камень» (три издания: 1913, 1916 и 1923 годов, содержание менялось). Находился в центре поэтической жизни, регулярно публично читал стихи, бывал в «Бродячей собаке», знакомился с футуризмом, сблизился с Бенедиктом Лившицем.
В 1915 году познакомился с Анастасией и Мариной Цветаевыми, сближение с Мариной произошло в 1916 году.

### В Советской России
После Октябрьской революции работал в газетах, в Наркомпросе, ездил по стране, публиковался в газетах, выступал со стихами, обрёл успех.
В 1919 году в Киеве познакомился с будущей женой, Надеждой Яковлевной Хазиной. В Гражданскую войну скитался с женой по России, Украине, Грузии; был арестован белогвардейцами в Крыму. Имел возможность бежать с белыми в Турцию из Крыма, но, подобно Волошину, предпочёл остаться в Советской России. В Грузии был арестован меньшевистским правительством как белогвардеец, освобождён по личному указанию Бении Чхиквишвили. В это же время познакомился с Борисом Пастернаком, который выхлопотал в Тифлисе для себя, жены, своей приятельницы Ядвиги Соммер и братьев Мандельштам советские паспорта, с которыми в октябре 1920 года они все вместе в качестве дипкурьеров отправились поездом из Владикавказа в Москву с грузом запломбированной дипломатической почты.
Знавший его Н. Чуковский оставил о нём этого периода такие воспоминания: «Осипа Эмильевича Мандельштама я очень любил, знаком был с ним в течение семнадцати лет, довольно часто встречал его, но никогда не был с ним близок — отчасти из-за разницы в возрасте, отчасти оттого, что он, со свойственной ему откровенностью, никогда не скрывал от меня пренебрежительного отношения ко всему, что я писал. Ему чужды были не только мои робкие литературные попытки, но и весь строй моих литературных пристрастий. … Мандельштам был невысокий человек, сухощавый, хорошо сложенный, с тонким лицом и добрыми глазами. Он уже заметно лысел, и это его, видимо, беспокоило…». Пребывая на территории Украины, Мандельштам, возможно, контактировал с группой украинских неоклассиков (современные литературоведы отмечают некоторое сходство между поэтикой неоклассиков и Мандельштама).
9 марта 1922 года Надежда Хазина и Осип Мандельштам зарегистрировали свой брак (в 2019 году в Киевском городском архиве была обнаружена соответствующая запись).
Стихи времени Первой мировой войны и Октябрьской революции (1916—1920) составили вторую книгу «Tristia» («Скорбные элегии», заглавие восходит к Овидию), вышедшую в 1922 году в Берлине. В 1923 году вышла «Вторая книга» и с общим посвящением «Н. Х.» — жене. В 1922 году в Харькове вышла отдельной брошюрой статья «О природе слова».
С мая 1925 по октябрь 1930 года наступила пауза в поэтическом творчестве. В это время Мандельштам писал прозу; к созданному в 1923 году «Шуму времени» (в названии обыгрывается блоковская метафора «музыка времени») прибавилась варьирующая гоголевские мотивы повесть «Египетская марка» (1927). В 1928 году напечатан последний прижизненный поэтический сборник «Стихотворения», а также книга его избранных статей «О поэзии».
С осени 1929 по февраль 1930 года вёл «Литературную страницу» в газете «Московский комсомолец», о встрече с ним в это время вспоминал Твардовский: «Раздражённый человек на тонких ножках, как кузнечик, что-то возбуждённо кричал мне, и я тихо ушёл со своими стихами».

### Командировки на Кавказ
В 1930 году закончил работу над «Четвёртой прозой». Н. Бухарин помог с командировкой Мандельштама в Армению. В Эривани поэт познакомился с учёным, биологом-теоретиком Борисом Кузиным, между ними завязалась тесная дружба. Встреча описана Мандельштамом в «Путешествии в Армению». Н. Я. Мандельштам считала, что эта встреча оказалась «судьбой для всех троих. Без неё — Ося часто говорил, — может, и стихов бы не было». Позднее Мандельштам писал о Кузине: «Личностью его пропитана и моя новенькая проза, и весь последний период моей работы. Ему и только ему я обязан тем, что внёс в литературу период т. н. „зрелого Мандельштама“». После путешествия на Кавказ (Армения, Сухум, Тифлис) Осип Мандельштам возвратился к написанию стихов.

### В списке видных литераторов
В начале 1930-х годов поэтический дар Мандельштама достиг расцвета. Его имя было включено в список видных советских литераторов, который куратор культуры в Политбюро ЦК ВКП(б) Л. М. Каганович составил и направил Сталину в апреле 1932 года, перед принятием судьбоносного постановления «О перестройке литературно-художественных организаций» (23 апреля 1932 года), ознаменовавшего начало подготовки Первого съезда советских писателей и создания Союза.
В советский период творчества у Мандельштама вышло 8 книг из 10, хотя договоров с издательствами он заключил больше.
Самостоятельно изучал итальянский язык, читал в подлиннике «Божественную комедию». Программное поэтологическое эссе «Разговор о Данте» писалось в 1933 году. Мандельштам обсуждал его с А. Белым.
В 1933 году в «Литературной газете», газете «Правда» и журнале «Звезда» вышли разгромные статьи в связи с публикацией мандельштамовского прозаического цикла (по авторскому определению — «полуповести») «Путешествие в Армению» («Звезда», 1933, № 5). Публикации «Путешествия в Армению» во многом способствовали литературоведы Николай Харджиев и Цезарь Вольпе. В Издательстве писателей в Ленинграде готовилась книга (под условным названием «Севан»), но из-за негативных откликов в прессе издание не состоялось.

### Аресты, ссылки и гибель

#### Роковое стихотворение
В ноябре 1933 года Осип Мандельштам написал антисталинскую эпиграмму «Мы живём, под собою не чуя страны», которую прочёл полутора десяткам человек.
Борис Пастернак называл этот поступок самоубийством:

Как-то, гуляя по улицам, забрели они на какую-то безлюдную окраину города в районе Тверских-Ямских, звуковым фоном запомнился Пастернаку скрип ломовых извозчичьих телег. Здесь Мандельштам прочёл ему про кремлёвского горца. Выслушав, Пастернак сказал: «То, что вы мне прочли, не имеет никакого отношения к литературе, поэзии. Это не литературный факт, но акт самоубийства, который я не одобряю и в котором не хочу принимать участия. Вы мне ничего не читали, я ничего не слышал, и прошу вас не читать их никому другому».

Кто-то из слушателей донёс на Мандельштама. Следствие по делу вёл Николай Шиваров.

#### Ход дела
В ночь с 16 на 17 мая 1934 года Мандельштама арестовали по доносу неизвестного сексота из литературных кругов. «Ордер на арест был подписан самим Ягодой. Обыск продолжался всю ночь. Искали стихи, ходили по выброшенным из сундучка рукописям. Мы все сидели в одной комнате. Было очень тихо. За стеной у Кирсанова играла гавайская гитара. Следователь при мне нашёл „Волка“ и показал О. Э. Он молча кивнул», — вспоминала Анна Ахматова.
Уже 26 мая поэт был осуждён на три года ссылки в Чердынь (Пермский край). Осипа Мандельштама сопровождает жена, Надежда Яковлевна. Супруги прибывают в Чердынь 3 июня и временно поселяются в больнице, из окна которой вскоре выбросился Мандельштам.
В начале июня 1934 года Бухарин пишет Сталину: "О поэте Мандельштаме. Он был недавно арестован и выслан. До ареста он приходил со своей женой ко мне и высказывал свои опасения на сей предмет в связи с тем, что он подрался (!) с Алексеем Толстым, которому нанёс «символический удар» за то, что тот несправедливо якобы решил его дело, когда другой писатель побил его жену. Я говорил с Аграновым, но он мне ничего конкретного не сказал. Теперь я получаю отчаянные телеграммы от жены Мандельштама, что он психически расстроен, пытался выброситься из окна и т. д. Моя оценка О. Мандельштама: он — первоклассный поэт, но абсолютно несовременен; он — безусловно не совсем нормален; он чувствует себя затравленным и т. д. Так как ко мне всё время апеллируют, а я не знаю, что он и в чём он «наблудил», то я решил тебе написать и об этом /…/ P. S. О Мандельштаме пишу ещё раз (на об<ороте>), потому что Борис Пастернак в полном умопомрачении от ареста Мандельштама и никто ничего не знает". Резолюция Сталина на этом письме: «Кто дал им право арестовать Мандельштама? Безобразие…». В одном из писем Сталину Бухарин также отмечает, что «поэты всегда правы, история за них» (Бухарин был расстрелян по приговору Военной коллегии Верховного суда СССР в марте 1938 года — за несколько месяцев до гибели Осипа Мандельштама).
13 июня 1934 года состоялся телефонный разговор Сталина с Борисом Пастернаком: "С первых же слов Пастернак начал жаловаться, что плохо слышно, потому что он говорит из коммунальной квартиры, а в коридоре шумят дети. В те годы такая жалоба ещё не означала просьбы о немедленном, в порядке чуда, устройстве жилищных условий. Просто Борис Леонидович в тот период каждый разговор начинал с этих жалоб. Мы с Анной Андреевной тихонько друг друга спрашивали, когда он нам звонил: «Про коммунальную кончил?» Со Сталиным он разговаривал, как со всеми нами, — вспоминала Н. Я. Мандельштам. — Сталин сообщил Пастернаку, что дело Мандельштама пересматривается и что с ним всё будет хорошо. Затем последовал неожиданный упрёк, почему Пастернак не обратился в писательские организации или ко мне и не хлопотал о Мандельштаме. «Если бы я был поэтом и мой друг поэт попал в беду, я бы на стены лез, чтобы ему помочь»… Ответ Пастернака: «Писательские организации этим не занимаются с 27 года, а если б я не хлопотал, вы бы, вероятно, ничего бы не узнали…» Затем Пастернак прибавил что-то по поводу слова «друг», желая уточнить характер отношений с О. М., которые в понятие дружбы, разумеется, не укладывались. Эта ремарка была очень в стиле Пастернака и никакого отношения к делу не имела. Сталин прервал его вопросом: «Но ведь он же мастер, мастер?» Пастернак ответил: «Да дело не в этом…» «А в чём же?» — спросил Сталин. Пастернак сказал, что хотел бы с ним встретиться и поговорить. «О чём?» «О жизни и смерти», — ответил Пастернак. Сталин повесил трубку".
В середине июня 1934 года Осипа Мандельштама вызвали к районному коменданту в Чердыни Попкову для выбора нового города высылки. Комендант потребовал, чтобы город был выбран немедленно, в его присутствии. При этом запрещалось селиться в двенадцати важнейших городах, включая те населённые пункты, где у поэта уже были налажены дружеские или рабочие связи (Москва и область, Ленинград и область, Харьков, Киев, Одесса, Ростов-на-Дону, Пятигорск, Минск, Тифлис, Баку, Хабаровск и Свердловск).

#### Воронеж
Мандельштамы выбрали Воронеж. Надежда Мандельштам вспоминала: «Провинции мы не знали, знакомых у нас не было нигде, кроме двенадцати запрещённых городов, да ещё окраин, которые тоже находились под запретом. Вдруг О. М. вспомнил, что биолог Леонов из ташкентского университета хвалил Воронеж, откуда он родом. Отец Леонова работал там тюремным врачом. „Кто знает, может, ещё понадобится тюремный врач“, — сказал О. М., и мы остановились на Воронеже». Жили в нищете, изредка им помогали деньгами немногие не отступившиеся друзья. Время от времени Осип Мандельштам подрабатывал в местной газете, в театре.

В гостях у них бывали близкие люди, мать Надежды Яковлевны, артист В. Н. Яхонтов, Анна Ахматова. Здесь он писал знаменитый цикл стихотворений (т. н. «Воронежские тетради»). В январе 1937 года, находясь в ссылке, Осип Мандельштам написал оду, восхваляющую Сталина. Комментируя этот поступок, он напишет в письме к К. И. Чуковскому в апреле того же года:
То, что со мной делается,— дольше продолжаться не может. Ни у меня, ни у жены моей нет больше сил длить этот ужас. Больше того: созрело твёрдое решение всё это любыми средствами прекратить. Это — не является «временным проживанием в Воронеже», «адм-высылкой» и т. д.
Это вот что: человек, прошедший через тягчайший психоз (точнее, изнурительное и острое сумасшествие), — сразу же после этой болезни, после покушений на самоубийство, физически искалеченный, — стал на работу. Я сказал — правы меня осудившие. Нашёл во всём исторический смысл. Хорошо. Я работал очертя голову. Меня за это били. Отталкивали. Создали нравственную пытку. Я всё-таки работал. Отказался от самолюбия. Считал чудом, что меня допускают работать. Считал чудом всю нашу жизнь. Через 1 1/ 2 года я стал инвалидом. К тому времени у меня безо всякой новой вины отняли всё: право на жизнь, на труд, на лечение. Я поставлен в положение собаки, пса…
Я — тень. Меня нет. У меня есть одно только право — умереть.

Меня и жену толкают на самоубийство. В Союз писателей — не обращайтесь, бесполезно. Они умоют руки. /…/
В мае 1937 года закончился срок ссылки, и поэт получил разрешение выехать из Воронежа. Они с женой возвратились ненадолго в Москву. В заявлении секретаря Союза писателей СССР Владимира Ставского 1938 года на имя наркома внутренних дел Н. И. Ежова предлагалось «решить вопрос о Мандельштаме», его стихи названы «похабными и клеветническими». В письме к одному из главных организаторов массовых репрессий Ставский выражает озабоченность по поводу растущей поддержки поэта среди литераторов: «Его поддерживают, собирают для него деньги, делают из него „страдальца“ — гениального поэта, никем не признанного. В защиту его открыто выступали Валентин Катаев, И. Прут и другие литераторы, выступали остро. /…/ Вопрос не только и не столько в нём, авторе похабных клеветнических стихов о руководстве партии и всего советского народа. Вопрос — об отношении к Мандельштаму группы видных советских писателей. И я обращаюсь к Вам, Николай Иванович, с просьбой помочь». Работа самого Ставского в Союзе писателей велась под руководством подотчётного Ежову капитана госбезопасности Журбенко, дававшего ему указания, «кого увольнять, а кого нет».

#### Второй арест
В начале марта 1938 года супруги Мандельштам переехали в санаторий Саматиха (Егорьевский район Московской области, ныне отнесено к Шатурскому району). Там же в ночь с 1 на 2 мая 1938 года Осип Эмильевич был арестован вторично и доставлен на железнодорожную станцию Черусти, которая находилась в 25 километрах от Саматихи (Надежде Мандельштам не разрешили проводить мужа, больше она его не видела). Оттуда его доставили во Внутреннюю тюрьму НКВД. Вскоре его перевели в Бутырскую тюрьму.
20 июля 1938 года было утверждено обвинительное заключение, местами дословно повторяющее письмо Ставского Ежову от 16 марта 1938 года:

/ … / Следствием по делу установлено, что Мандельштам О. Э. несмотря на то, что ему после отбытия наказания запрещено было проживать в Москве, часто приезжал в Москву, останавливался у своих знакомых, пытался воздействовать на общественное мнение в свою пользу путём нарочитого демонстрирования своего «бедственного» положения и болезненного состояния. Антисоветские элементы из среды литераторов использовали Мандельштама в целях враждебной агитации, делая из него «страдальца», организовывали для него денежные сборы среди писателей. Мандельштам на момент ареста поддерживал тесную связь со врагом народа Стеничем, Кибальчичем до момента высылки последнего за пределы СССР и др. Медицинским освидетельствованием Мандельштам О. Э. признан личностью психопатического склада со склонностью к навязчивым мыслям и фантазированию. Обвиняется в том, что вёл антисоветскую агитацию, то есть в преступлениях, предусмотренных по ст. 58-10 УК РСФСР. Дело по обвинению Мандельштама О. Э. подлежит рассмотрению Особого Совещания НКВД СССР.
Оперуполномоченный 5 отделения 4 отдела 1 Управления НКВД
Младший Лейтенант Государственной Безопасности: П. Шилкин (ШИЛКИН)
«СОГЛАСЕН»: нач. 5 отделения 4 отдела 1 Управления НКВД
С. Лейтенант Государственной Безопасности: Л. Райхман (РАЙХМАН)
СПРАВКА:
1) обвиняемый МАНДЕЛЬШТАМ О. Э. арестован 30/ IV-38 г. и содержится во Внутренней тюрьме.
2) Вещественных доказательств по делу нет.
оперуполномоченный 5 отделения 4 отдела 1 Управления НКВД

Младший Лейтенант Государственной Безопасности: П. Шилкин (ШИЛКИН)
2 августа Особое совещание при НКВД СССР приговорило Мандельштама к пяти годам заключения в исправительно-трудовом лагере.

#### Владивосток
8 сентября он был отправлен этапом на Дальний Восток.
Из пересыльного лагеря Владперпункт (Владивосток) он послал последнее в своей жизни письмо брату и жене:

Дорогой Шура!
Я нахожусь — Владивосток, СВИТЛ, 11 барак. Получил 5 лет за к. р. д. по решению ОСО. Из Москвы, из Бутырок этап выехал 9 сентября, приехали 12 октября. Здоровье очень слабое. Истощён до крайности. Исхудал, неузнаваем почти. Но посылать вещи, продукты и деньги не знаю, есть ли смысл. Попробуйте всё-таки. Очень мёрзну без вещей.
Родная Надинька, не знаю, жива ли ты, голубка моя. Ты, Шура, напиши о Наде мне сейчас же. Здесь транзитный пункт. В Колыму меня не взяли. Возможна зимовка.
Родные мои, целую вас.
Ося.
Шурочка, пишу ещё. Последние дни я ходил на работу, и это подняло настроение.
Из лагеря нашего как транзитного отправляют в постоянные. Я, очевидно, попал в «отсев», и надо готовиться к зимовке.
И я прошу: пошлите мне радиограмму и деньги телеграфом.

#### Смерть
27 декабря 1938 года, не дожив совсем немного до своего 48-летия, Осип Мандельштам скончался в пересыльном лагере. Причина смерти — паралич сердца и артериосклероз. Тело Мандельштама до весны вместе с другими усопшими лежало непогребённым. Затем весь «зимний штабель» был захоронен в братской могиле. Местонахождение могилы поэта до сих пор точно неизвестно. Вероятное место захоронения — старый крепостной ров вдоль речки Сапёрки (спрятанной в трубу), ныне аллея на ул. Вострецова в городском районе Владивостока — Моргородок.

Я знаю одно: человек, страдалец и мученик, где-то умер. Этим кончается всякая жизнь. Перед смертью он лежал на нарах и вокруг него копошились другие смертники. Вероятно, он ждал посылки. Её не доставили, или она не успела дойти… Посылку отправили обратно. Для нас это было вестью и признаком того, что О. М. погиб. Для него, ожидавшего посылку, её отсутствие означало, что погибли мы. А всё это произошло потому, что откормленный человек в военной форме, тренированный на уничтожении людей, которому надоело рыться в огромных, непрерывно меняющихся списках заключённых и искать какую-то непроизносимую фамилию, перечеркнул адрес, написал на сопроводительном бланке самое простое, что пришло ему в голову — «за смертью адресата» — и отправил ящичек обратно, чтобы я, молившаяся о смерти друга, пошатнулась перед окошком, узнав от почтовой чиновницы сию последнюю и неизбежную благую весть. — Н. Мандельштам. «Воспоминания»
Исследователи творчества поэта отмечали «конкретное предвидение будущего, столь свойственное Мандельштаму», и то, что «предощущение трагической гибели пронизывает стихи Мандельштама». Предвидением собственной судьбы стало переведённое Мандельштамом ещё в 1921 году стихотворение грузинского поэта Н. Мицишвили:
Когда я свалюсь умирать под забором в какой-нибудь яме,

И некуда будет душе уйти от чугунного хлада —

Я вежливо тихо уйду. Незаметно смешаюсь с тенями.

И собаки меня пожалеют, целуя под ветхой оградой.

Не будет процессии. Меня не украсят фиалки,

И девы цветов не рассыплют над чёрной могилой…
Свидетельство о смерти О. Э. Мандельштама было вручено его брату Александру в июне 1940 года ЗАГСом Бауманского района Москвы.

### Реабилитация
Из письма Н. Мандельштам на имя Л. Берии от 19 января 1939 года:

Я прошу Вас: 1. Содействовать пересмотру дела О. Э. Мандельштама и выяснить, достаточны ли были основания для ареста и ссылки.
2. Проверить психическое здоровье О. Э. Мандельштама и выяснить, закономерна ли в этом смысле была ссылка.
3. Наконец, проверить, не было ли чьей-нибудь личной заинтересованности в этой ссылке. И ещё — выяснить не юридический, а скорее моральный вопрос: достаточно ли было оснований у НКВД, чтобы уничтожать поэта и мастера в период его активной и дружественной поэтической деятельности.

Реабилитирован посмертно: по делу 1938 года — в 1956 году («за отсутствием состава преступления»), по делу 1934 года — в 1987 году («за отсутствием состава преступления»).

Из определения Судебной Коллегии по уголовным делам Верховного Суда СССР от 31 июля 1956 г. об отмене Постановления Особого Совещания при НКВД СССР от 2 августа 1938 г. в отношении О. Э. Мандельштама:
Постановление особого совещания подлежит отмене по следующим основаниям. Конкретных обвинений Мандельштаму предъявлено не было. По делу допрошен только сам Мандельштам, который виновным себя не признал. Какие-либо доказательства о проводимой им антисоветской агитации в деле отсутствуют.
При таких обстоятельствах следует признать, что осуждён Мандельштам неправильно, в связи с чем постановление Особого совещания подлежит отмене, а дело прекращению производством.
На основании изложенного Судебная коллегия по уголовным делам определила:
Постановление особого совещания при народном комиссаре Внутренних дел СССР от 2-го августа 1938 года в отношении Мандельштама Осипа Эмильевича отменить и дело производством прекратить за отсутствием состава преступления в его действиях.

Председательствующий — Былинкина. Члены — Иванова, Владимирова
Из определения Верховной Коллегии по уголовным делам Верховного Суда СССР от 28 октября 1987 г. об отмене Постановлений Особого Совещания при НКВД СССР от 26 мая и 10 июня 1934 г. в отношении О. Э. Мандельштама:
Проведённой по делу дополнительной проверкой установлено, что сочинение Мандельштама «Мы живём…» не содержит предусмотренного диспозицией ст. 58-10 УК РСФСР состава преступления. На основании изложенного и руководствуясь ст. 27 Закона о Верховном Суде СССР, судебная коллегия
ОПРЕДЕЛИЛА:
Постановления Особого Совещания при коллегии ОГПУ от 26 мая 1934 и 10 июня 1934 года в отношении Мандельштама Осипа Эмильевича отменить и дело производством прекратить за отсутствием в его действиях состава преступления.

Председательствующий Р. Г. Тихомирнов. Члены суда С. Б. Ромазин, Н. П. Арестович

## Поэтика Мандельштама

### Периодизация творчества
Л. Гинзбург (в книге «О лирике») предложила различать три периода творчества поэта. Эту точку зрения разделяет большинство мандельштамоведов (в частности, М. Л. Гаспаров):
1. Период «Камня» — сочетание «суровости Тютчева» с «ребячеством Верлена».
«Суровость Тютчева» — это серьёзность и глубина поэтических тем; «ребячество Верлена» — это лёгкость и непосредственность их подачи. Слово — это камень. Поэт — архитектор, строитель.
2. Период «Тристий», до конца 1920-х годов — поэтика ассоциаций. Слово — это плоть, душа, оно свободно выбирает своё предметное значение. Другой лик этой поэтики — фрагментарность и парадоксальность.
Мандельштам писал позже: «Любое слово является пучком, смысл из него торчит в разные стороны, а не устремляется в одну официальную точку». Иногда по ходу написания стихотворения поэт радикально менял исходную концепцию, иногда попросту отбрасывал начальные строфы, служащие ключом к содержанию, так что окончательный текст оказывался сложной для восприятия конструкцией. Такой способ письма, выпускающий объяснения и преамбулы, был связан с самим процессом создания стихотворения, содержание и окончательная форма которого не были автору «предзаданы». (См., например, попытку реконструкции написания «Грифельной оды» у М. Л. Гаспарова.)
3. Период тридцатых годов XX века — культ творческого порыва и культ метафорического шифра.
«Я один пишу с голоса», — говорил о себе Мандельштам.
Сначала к нему «приходил» метр («движение губ», проборматыванье), и уже из общего метрического корня вырастали «двойчатками», «тройчатками» стихи. Так создавались зрелым Мандельштамом многие стихотворения.
Замечательный пример этой манеры письма: его амфибрахии ноября 1933 года («Квартира тиха, как бумага», «У нашей святой молодёжи», «Татары, узбеки и ненцы», «Люблю появление ткани», «О бабочка, о мусульманка», «Когда, уничтожив набросок», «И клёна зубчатая лапа», «Скажи мне, чертёжник пустыни», «В игольчатых чумных бокалах», «И я выхожу из пространства»).
Н. Струве предлагает выделить не три, а шесть периодов:
- 1. Запоздалый символист: 1908—1911
- 2. Воинствующий акмеист: 1912—1915
- 3. Акмеист глубинный: 1916—1921
- 4. На распутье: 1922—1925
- 5. На возврате дыхания: 1930—1934
- 6. Воронежские тетради: 1935—1937

### Эволюция метрики Мандельштама
М. Л. Гаспаров описывал эволюцию метрики поэта следующим образом:
- 1908—1911 — годы ученья, стихи в традициях верленовских «песен без слов». В метрике преобладают ямбы (60 % всех строк, четырёхстопный ямб преобладает). Хореев — около 20 %.
- 1912—1915 — Петербург, акмеизм, «вещественные» стихи, работа над «Камнем». Максимум ямбичности (70 % всех строк, однако господствующее положение 4-стопный ямб делит с 5- и 6-стопным ямбом).
- 1916—1920 — революция и гражданская война, выработка индивидуальной манеры. Ямбы слегка уступают (до 60 %), хореи возрастают до 20 %.
- 1921—1925 — переходный период. Ямб отступает ещё на шаг (50 %, заметными становятся разностопные и вольные ямбы), освобождая место экспериментальным размерам: логаэду, акцентному стиху, свободному стиху (20 %).
- 1926—1929 — пауза в поэтическом творчестве.
- 1930—1934 — интерес к экспериментальным размерам сохраняется (дольник, тактовик, пятисложник, свободный стих — 25 %), но вспыхивает бурное увлечение трёхсложниками (40 %). Ямба − 30 %.
- 1935—1937 — некоторое восстановление метрического равновесия. Ямбы вновь возрастают до 50 %, экспериментальные размеры спадают на нет, но уровень трёхсложников остаётся повышенным: 20 %.

### Мандельштам и музыка
В детстве, по настоянию матери, Мандельштам учился музыке. Глазами рождавшегося в нём поэта высокой книжной культуры он даже в строчках нотной записи видел поэтизированные зрительные образы и писал об этом в «Египетской марке»: «Нотное письмо ласкает глаз не меньше, чем сама музыка слух. Черныши фортепианной гаммы, как фонарщики, лезут вверх и вниз … Миражные города нотных знаков стоят, как скворешники, в кипящей смоле…» В его восприятии ожили «концертные спуски шопеновских мазурок» и «парки с куртинами Моцарта», «нотный виноградник Шуберта» и «низкорослый кустарник бетховенских сонат», «черепахи» Генделя и «воинственные страницы Баха», а музыканты скрипичного оркестра, словно мифические дриады, перепутались «ветвями, корнями и смычками».
Музыкальность Мандельштама и его глубокая соприкосновенность с музыкальной культурой отмечались современниками. «В музыке Осип был дома» — написала Анна Ахматова в «Листках из дневника». Даже когда он спал, казалось, «что каждая жилка в нём слушала и слышала какую-то божественную музыку».
Близко знавший поэта композитор Артур Лурье писал, что «живая музыка была для него необходимостью. Стихия музыки питала его поэтическое сознание». И. Одоевцева цитировала слова Мандельштама: «Я с детства полюбил Чайковского, на всю жизнь полюбил, до болезненного исступления… Я с тех пор почувствовал себя навсегда связанным с музыкой, без всякого права на эту связь…», а сам он писал в «Шуме времени»: «Не помню, как воспиталось во мне это благоговенье к симфоническому оркестру, но думаю, что я верно понял Чайковского, угадав в нём особенное концертное чувство».
Мандельштам воспринимал искусство поэзии родственным музыке и был уверен, что в своём творческом самовыражении истинным композиторам и поэтам всегда по дороге, «которой мучимся, как музыкой и словом».
Музыку настоящих стихов он слышал и воспроизводил при чтении собственной интонацией вне зависимости от того, кто их написал. М. Волошин ощутил в поэте это «музыкальное очарование»: «Мандельштам не хочет разговаривать стихом, — это прирождённый певец… Голос Мандельштама необыкновенно звучен и богат оттенками…»
Э. Г. Герштейн рассказывала о чтении Мандельштамом последней строфы стихотворения «Лето» Б. Пастернака: «Как жаль, что невозможно сделать нотную запись, чтобы передать звучанье третьей строки, эту раскатывающуюся волну первых двух слов („и арфой шумит“), вливающуюся, как растущий звук органа, в слова „ураган аравийский“… У него вообще был свой мотив. Однажды у нас на Щипке как будто какой-то ветер поднял его с места и занёс к роялю, он заиграл знакомую мне с детства сонатину Моцарта или Клементи с точно такой же нервной, летящей вверх интонацией… Как он этого достигал в музыке, я не понимаю, потому что ритм не нарушался ни в одном такте…»
«Музыка — содержит в себе атомы нашего бытия», писал Мандельштам и является «первоосновой жизни». В своей статье «Утро акмеизма» Мандельштам писал: «Для акмеистов сознательный смысл слова, Логос, такая же прекрасная форма, как музыка для символистов». Скорый разрыв с символизмом и переход к акмеистам слышался в призыве — «…и слово в музыку вернись» («Silentium», 1910).
По мнению Г. С. Померанца «пространство Мандельштама… подобно пространству чистой музыки. Поэтому вчитываться в Мандельштама без понимания этого квазимузыкального пространства бесполезно»:
Нельзя дышать, и твердь кишит червями,

И ни одна звезда не говорит,

Но видит бог, есть музыка над нами…

…И мнится мне: весь в музыке и пене,

Железный мир так нищенски дрожит…

…Куда же ты? На тризне милой тени

В последний раз нам музыка звучит!

«Концерт на вокзале» (1921)

### В литературе и литературоведении XX века
Исключительную роль в сохранении поэтического наследия Мандельштама 1930-х годов сыграл жизненный подвиг его жены, Надежды Мандельштам, и людей, ей помогавших, таких как Сергей Рудаков и воронежская подруга Мандельштамов — Наталья Штемпель. Рукописи хранились в ботиках Надежды Яковлевны и в кастрюлях. В своём завещании Надежда Мандельштам фактически отказала СССР в каком-либо праве на публикацию произведений Мандельштама.
В кругу Анны Ахматовой в 1970-е годы будущего лауреата Нобелевской премии по литературе Иосифа Бродского называли «младшим Осей». По мнению Виталия Виленкина, из всех поэтов-современников «только к одному Мандельштаму Анна Андреевна относилась как к какому-то чуду поэтической первозданности, чуду, достойному восхищения».
По оценке Николая Бухарина, высказанной в письме Сталину в 1934 году, Мандельштам — «первоклассный поэт, но абсолютно несовременен».
До начала перестройки воронежские стихи Мандельштама 1930-х годов в СССР не издавались, но ходили в списках и перепечатках, как в XIX веке, или в самиздате.
Мировую славу поэзия Мандельштама получила до и независимо от публикации его стихов в Советском Союзе.
С 1930-х годов его стихи цитируются, множатся аллюзии на его стихи в поэзии совершенно разных авторов и на многих языках.
Мандельштама переводил на немецкий язык один из ведущих европейских поэтов XX века Пауль Целан.
Французский философ Ален Бадью в статье «Век поэтов» причислил Мандельштама к ряду из шести поэтов, взявших на себя в XX веке ещё и функцию философов (остальные пятеро — это Малларме, Рембо, Тракль, Пессоа и Целан).
В США исследованием творчества поэта занимался Кирилл Тарановский, который проводил в Гарварде семинар по поэзии Мандельштама.
Владимир Набоков называл Мандельштама «единственным поэтом Сталинской России».

## Адреса

### В Санкт-Петербурге — Петрограде — Ленинграде
- 1894 —  Дом М.И. Лопатина Невский проспект, 100[84];
- 1896—1897 — Мещанская улица, 14 (в этом доме находился склад оптовой торговли отца)[85].
- 1897—1898 — Максимилиановский переулок, 14[86];
- 1898—1900 — доходный дом баронессы А.Ф. фон Таубе — Офицерская улица, 17[87];
- 1901—1902 — доходный дом — улица Жуковского, 6;
- 1902—1904 — доходный дом — Литейный проспект, 49;
- 1904—1905 — Литейный проспект, 15;
- 1907 год — доходный дом А. О. Мейера — Николаевская улица, 66;
- 1908 год — доходный дом — Сергиевская улица, 60;
- 1910—1912 — доходный дом — Загородный проспект, 70;
- 1913 год — доходный дом — Загородный проспект, 14; Кадетская линия, 1 (с ноября).
- 1914 год — доходный дом — Ивановская улица, 16;
- 1915 год — Малая Монетная улица[источник не указан 3069 дней];
- 1916—1917 — квартира родителей — Каменноостровский проспект, 24А, кв. 35;
- 1917—1918 — квартира М. Лозинского — Каменноостровский проспект, 75;
- 1918 — Дворцовая набережная, 26, общежитие Дома учёных;
- осень 1920 — 02.1921 года — ДИСК — проспект 25-го Октября, 15;
- 07.1924 — 11.1925 года — квартира Марадудиных в дворовом флигеле особняка Е. П. Вонлярлярского — улица Герцена, 49, кв. 4;
- 02.1926 — 03.1926 года — квартира брата Евгения — 8-я линия, 31;
- 06.1926 — 09.1926 года — Детское Село;
- конец 1930 — 01.1931 года — квартира брата Евгения — 8-я линия, 31;
- 1933 год — гостиница «Европейская» — улица Ракова, 7;
- осень 1937 года — писательский жилищный кооператив (б. дом Придворного конюшенного ведомства) — набережная канала Грибоедова, 9.

### В Москве
- Театральная пл., гостиница «Метрополь» (в 1918 — «2-й Дом Советов»). В номер 253 не позднее июня 1918, по переезде в Москву, О. М. поселился в качестве работника Наркомпроса.
- Остоженка, 53. Бывший «Катковский лицей». В 1918—1919 гг. здесь размещался Наркомпрос, где работал О. Э.
- Тверской бульвар, 25. Дом Герцена, после революции — общежитие литераторов. О. Э. и Н. Я. жили здесь в левом флигеле с 1922 по август 1923, а затем в правом флигеле с января 1932 по октябрь-ноябрь 1933. В сентябре 1991 года на фасаде дома появилась мемориальная доска (скульптор Дмитрий Шаховской).
- Савельевский пер., 9 (бывший Савёловский. С 1990 — Пожарский пер.). Квартира Е. Я. Хазина, брата Надежды Яковлевны. О. Э. и Н. Я. жили здесь в октябре 1923 г.
- Б. Якиманка 45, кв.8. Дом не сохранился. Здесь Мандельштамы снимали комнату в конце 1923 — в первой половине 1924 гг.
- Профсоюзная, 123А. Санаторий ЦЕКУБУ (Центральная комиссия по улучшению быта учёных). Санаторий существует поныне. Мандельштамы здесь жили дважды — в 1928 и в 1932 гг.
- Кропоткинская наб., 5. Общежитие ЦЕКУБУ. Дом не сохранился. Весной 1929 г. О. Э. жил здесь (здание упомянуто в «Четвёртой прозе»).
- М. Бронная, 18/13. С осени 1929 по начало 1930 (?) О. Э. и Н. Я. жили в квартире «ИТРовского работника» (Э. Г. Герштейн)
- Тверская, 5 (по старой нумерации — 15). Ныне в этом здании — театр им. М. Н. Ермоловой. Редакции газет «Московский комсомолец», «Пятидневка», «Вечерняя Москва» где работал О. Э.
- Щипок, 6-8. О. Э. и Н. Я. жили в служебной квартире отца Э. Г. Герштейн. Данных о сохранности дома нет.
- Старосадский пер. 10, кв. 3. Комната А. Э. Мандельштама в коммунальной квартире. В конце 1920-х, начале 1930-х Мандельштамы часто жили и бывали здесь.
- Большая Полянка, 10, кв. 20 — с конца мая и до октября 1931 года у архитектора Ц. Г. Рысса в квартире с видом на Кремль и на храм Христа Спасителя[88].
- Покровка, 29, кв. 23 — с ноября до конца 1931 года в съёмной комнате, за которую Мандельштам так и не смог заплатить.
- Лаврушинский пер. 17, кв.47. Квартира В. Б. и В. Г. Шкловских в «писательском доме». В 1937—1938 гг. О. Э. и Н. Я. всегда находили здесь приют и помощь. По этому адресу Н. Я. была вновь прописана в Москве в 1965 г.
- Русановский пер.4, кв. 1. Дом не сохранился. Квартира писателя Ивича-Бернштейна, давшего приют О. Мандельштаму после воронежской ссылки.
- Нащокинский пер. 3-5, кв.26 (в 1933—1993 годах — улица Фурманова). Дом снесён в 1974 году. На торцевой стене соседнего дома остался след его крыши. Первая и последняя собственная квартира О. Мандельштама в Москве. Мандельштамы въехали в неё, вероятно, осенью 1933. Видимо, здесь же было написано стихотворение «Мы живём, под собою не чуя страны…». Здесь же в мае 1934 О. Э. был арестован. В 2015 году на соседнем здании (Гагаринский переулок, 6) установлен знак «Последний адрес» в память о Мандельштаме.
- Новослободская 45. Бутырская тюрьма. Ныне — Следственный изолятор (СИЗО) № 2. Здесь в течение месяца содержался О. Э. в 1938 г.
- Лубянская пл. Здание ВЧК-ОГПУ-НКВД. Ныне здание ФСБ РФ. Во время своих арестов в 1934 и в 1938 гг. О. Э. содержался здесь.
- Черёмушкинская ул. 14, корп.1, кв.4. Московская квартира Н. Я., где, начиная с 1965 г., она проживала последние годы жизни.
- Рябиновая ул. Кунцевское кладбище. Старая часть. Участок 3, захоронение 31-43. Могила Н. Я. и кенотаф (памятный камень) О. Э. Сюда привезена и захоронена земля, извлечённая из братской могилы заключённых лагеря «Вторая речка»[89].

### В Воронеже
- Проспект Революции, 46 — здесь в гостинице «Центральная» остановились Мандельштамы после прибытия в Воронеж в июне 1934 года[86].
- Ул. Урицкого — О. Э. удалось снять летнюю терраску в частном доме в привокзальном посёлке, где они с женой прожили с июля по октябрь, до наступления холодов.
- Ул. Швейников, 4б (бывшая 2-я Линейная ул.) — так называемая «яма Мандельштама» (по написанному им в 1935 г. стихотворению). С октября 1934 г. Мандельштамы снимали комнату у агронома Е. П. Вдовина.
- Угол проспекта Революции и ул. 25 лет Октября — комнату («меблирашку» — по воспоминаниям Н. Я. Мандельштам) они снимали у сотрудника НКВД с апреля 1935 г. по март 1936 г. В этой комнате в феврале 1936 г. навещала поэта А. А. Ахматова. На месте старого дома построена многоэтажка.
- Ул. Фридриха Энгельса, 13. В одной из квартир этого дома с марта 1936 г. Мандельштамы снимали комнату[90]. Напротив дома в 2008 г. установлен бронзовый памятник поэту.
- Ул. Пятницкого (бывшая ул. 27 февраля), д. 50, кв. 1 — последний адрес Мандельштама в Воронеже. Отсюда Мандельштам в мае 1937 г. после окончания срока высылки выехал в Москву. Дом разрушен[91]. Рядом с этим местом на подпорной стене в июне 2020 года изображены первые две строки стихотворения «Мы живём, под собою не чуя страны» почерком поэта[92].

## Наследие и память

### Судьба архива
Условия жизни и судьба О. Э. Мандельштама отразились и на сохранении его архивных материалов.
Хроническая бездомность сопутствовала поэту в послереволюционные годы. Часть рукописей из тех, которые ему приходилось возить с собой, погибла в Крыму уже в 1920 году.
Личные документы и творческие материалы забирались при арестах в 1934 и 1938 годах. В годы ссылки в Воронеже Мандельштам передал для сохранения часть своего архива, в том числе и автографы ранних стихотворений, С. Б. Рудакову. В связи с гибелью Рудакова на фронте судьба их осталась неизвестной.
Часть биографических и деловых документов О. Мандельштама пропала в годы войны в Калинине, где они были оставлены Н. Я. Мандельштам в связи со спешной эвакуацией из города накануне его оккупации.
Значительная часть собрания спасённых документов в 1973 году была переправлена по решению вдовы поэта на хранение во Францию и в 1976 году передана безвозмездно в собственность Принстонскому университету.
После смерти Н. Я. Мандельштам летом 1983 года её архив, хранившийся у одного из её друзей и содержавший около 1500 листов документов, книги с автографами, фотокопии и негативы, был конфискован КГБ.
Эти и другие сохранённые в России материалы сосредоточены в основном в крупных хранилищах — РГАЛИ (фонд 1893), ИМЛИ РАН (фонд 225) и ГЛМ (фонд 241). Частично документы, связанные с жизнью и творчеством Мандельштама, хранятся и в других архивах и частных коллекциях России, Украины, Армении, Грузии, Франции, Германии и других стран.
С учётом распылённости архивного наследия поэта и с целью «выявления, описания и размещения в интернете всех или максимально большого числа сохранившихся творческих и биографических материалов Осипа Мандельштама независимо от того, где бы они ни находились физически» по инициативе Мандельштамовского общества был задуман и осуществляется совместно с Оксфордским университетом интернет-проект «Воссоединённый виртуальный архив Осипа Мандельштама». Объём документов, подлежащих сканированию и размещению в открытом доступе для всех исследователей, оценивается в 10—12 тысяч листов.

### Мандельштамовское общество
В 1991 году с целью сохранения, изучения и популяризации творческого наследия поэта было основано Мандельштамовское общество, которое объединило профессиональных исследователей и ценителей творчества О. Э. Мандельштама. Учредителями общественной организации стали русский Пен-центр и общество «Мемориал». Первыми председателями были С. С. Аверинцев, а после его смерти — М. Л. Гаспаров.
Члены общества проводят тематические заседания и конференции. Среди известных публикаций Мандельштамовского общества — издание в 1993—1999 годах собрания сочинений Мандельштама в 4 томах, серийные издания — «Записки Мандельштамовского общества», «Библиотека Мандельштамовского общества», сборники статей и материалов конференций.
В середине 1990-х годов Мандельштамовское общество выступило с идеей создания Мандельштамовской энциклопедии, концепция которой была поддержана Российским государственным гуманитарным университетом и издательством «Российская политическая энциклопедия» (РОССПЭН). В редколлегию готовящегося издания входили и предполагаемые авторы ключевых статей Аверинцев и Гаспаров. Последний до своей кончины в 2005 году успел подготовить около 130 статей об отдельных стихотворениях поэта.
Работа над энциклопедией (в 2 томах) была продолжена в Мандельштамовском обществе, Кабинете мандельштамоведения Научной библиотеки Российского государственного гуманитарного университета и Государственном литературном музее, взявшем на себя подбор иллюстраций из собственных коллекций.
В 2007 году издательством РГГУ выпущен сборник избранных методических и словарных материалов проекта энциклопедии — «О. Э. Мандельштам, его предшественники и современники».
В течение ряда лет в РГГУ проводился мандельштамоведческий семинар, который вёл Л. Р. Городецкий. Городецкий опубликовал несколько монографий и статей о лингвопоэтике и языковой картине мира О. Э. Мандельштама. В своих трудах он использует новые, разработанные им самим техники анализа текста. Так, в книге «Пульса ди-нура Осипа Мандельштама» (2018) Городецкий даёт подробный лингвистический анализ «тёмных мест» в тексте известной Эпиграммы Мандельштама, направленной против Сталина. Автор прослеживает «эсеровский» и «еврейский традиционный» генезис этой самоубийственной атаки на укрепляющегося диктатора.
2-томная «Мандельштамовская энциклопедия» была издана в 2017 году тиражом 500 экземпляров.

### Память
- 28 апреля 1991 года в честь О. Э. Мандельштама назван астероид 3461 Mandelshtam, открытый в 1977 году советским астрономом Н. С. Черных.
- 1 февраля 1992 года в Париже на здании Сорбонны укрепили мемориальную доску в честь 100-летия Осипа Мандельштама. Скульптор Борис Лежен.
- В 1998 году во Владивостоке был открыт памятник Осипу Мандельштаму (автор Валерий Ненаживин)[98]. Позже был перенесён в сквер ВГУЭС.

- 30 июня 2007 года в Санкт-Петербурге (во дворе Фонтанного дома на набережной реки Фонтанки, 34), был открыт памятник О. Мандельштаму (скульптор Вячеслав Бухаев)[99].
- 4 сентября 2008 года был открыт памятник в Воронеже, в парке «Орлёнок».

- 28 ноября 2008 года памятник был открыт в центре Москвы, в сквере между домом № 5 по улице Забелина и домом № 10 по Старосадскому переулку. Туда выходят окна коммунальной квартиры, где в 1920-х—1930-х годах в небольшой комнате жил родной брат Мандельштама Александр, и поэт часто останавливался у него[100][101].
- В 2009 году франко-американский автор шпионских романов Роберт Литтелл[англ.] выпустил свою «Эпиграмму на Сталина» (The Stalin Epigram), в которой фигурирует сам Мандельштам. Автор романа и журналист Newsweek Роберт Литтелл встречался с Надеждой Мандельштам в 1970-х в Черёмушках, спальном районе Москвы, где она жила до самой своей смерти, и многое из их разговоров легло в основу книги[102].
- 25 мая 2010 года в Санкт-Петербурге (во дворе здания Двенадцати коллегий СПбГУ) был открыт памятник Осипу и Надежде Мандельштам[99].
- В 2011 году открылся первый музей О. Э. Мандельштама — в городе Фрязино Московской области[103][104].
- 15 декабря 2011 года в Воронежском литературном музее открылась постоянно действующая выставка, посвящённая жизни и творчеству поэта.
- Имя Осипа Мандельштама присвоено воздушному судну Airbus A330 VQ-BQX в авиапарке ОАО «Аэрофлот».
- В 2011 году выпущен дуэтный студийный альбом «Берега чистого братства» Григория Лепса и Александра Розенбаума с песней «Посвящение Мандельштаму».
- 15 декабря 2012 года в Театре на Набережной[105] в Москве состоялась премьера спектакля «Заресничная Страна» по произведениям Осипа и Надежды Мандельштам. Соавторы спектакля — актриса Анастасия Старова и Фёдор Сухов, автор пьесы и режиссёр, художественный руководитель «Театра на Набережной».
- Автор и исполнитель, рок-музыкант Олег Пожарский (Воронеж) записал в 2011 году CD «Это какая улица?» с песнями на стихи О. Э. Мандельштама: «По табору улицы тёмной», «Среди лесов унылых и заброшенных», «Шерри-бренди», «На откосы, Волга, хлынь, хлынь», «У меня на Луне», «Это какая улица?», «Пусти меня, отдай меня, Воронеж», «О, небо, небо, ты мне будешь сниться».
- Рэп-исполнитель Noize MC записал саундтрек «Сохрани мою речь» к документальному фильму «Сохрани мою речь навсегда», посвящённому Осипу Мандельштаму.
- 26 декабря 2015 года установлена мемориальная табличка «Последний адрес» Осипа Мандельштама. Установили её в Москве, на торцевой стене дома № 1 по Нащокинскому переулку. На этом месте стоял дом № 3-5, где была первая и последняя собственная квартира О. Мандельштама в Москве.
- 30 июня 2018 года в Александрове открыта мемориальная доска поэту (скульптор Юрий Иватько) — в память о его пребывании в городе в июле 1916 года, когда он гостил у сестёр Цветаевых[106]. Доска была установлена на доме, где в 1915—1917 годах жила семья Анастасии Цветаевой.
- 5 июля 2018 года в Киеве открыта мемориальная доска Осипу Мандельштаму и его жене Надежде Мандельштам (Хазиной) на доме № 3/1 по улице М. Заньковецкой. Автор — скульптор Светлана Карунская[107].
- В июне 2020 года первые две строки стихотворения «Мы живём, под собою не чуя страны» изображены художником Яном Посадским на подпорной стене в Воронеже[92]. Арт-объект находится рядом с местом, где располагался дом, в котором жил Мандельштам в ссылке (улица Пятницкого, 50)[92].
- В январе 2021 года в здании екатеринбургского вокзала, где 1 июня 1934 года, направляясь в ссылку в город Чердынь, Осип Мандельштам вместе с супругой провели весь день под охраной двух вооружённых часовых, открыт бронзовый памятный знак[108].
- В январе 2021 года к 130-летию со дня рождения поэта российские музыканты записали трибьют-альбом «Сохрани мою речь навсегда» на стихи Осипа Мандельштама. В записи альбома приняли участие Леонид Агутин, Илья Лагутенко, Noize MC, Оксимирон, группы IOWA, Mgzavrebi, Tequilajazz, Александр Маноцков и другие[109].

### 125 лет О. Мандельштаму
В 2016 году исполнилось 125 лет со дня рождения Осипа Эмильевича Мандельштама. 2 сентября 2015 года по инициативе Федерального агентства по печати и массовым коммуникациям был создан организационный комитет по подготовке и проведению мероприятий в честь 125-летия со дня рождения О. Э. Мандельштама под председательством Михаила Сеславинского. В России и за рубежом прошло масштабное празднование юбилейной даты. С 16 по 18 ноября 2015 года в Воронеже прошёл литературный фестиваль «Улица Мандельштама». В декабре 2015 года в Государственном литературном музее прошла выставка «Я скажу тебе с последней прямотой». 1 апреля 2016 года в Государственном музее им. Пушкина прошёл благотворительный аукцион рукописных книг современных российских поэтов, выручка от которого была передана негосударственному Музею (кабинету) Мандельштама в подмосковном Фрязине. В день рождения поэта, 15 января 2016 года, состоялся традиционный литературный митинг у мемориальной доски. Центральным мероприятием, приуроченным к празднованию юбилея, стал вечер «Не ограничена ещё моя пора…» в Центральном доме литераторов.

#### Улицы Мандельштама
Стихотворение О. Мандельштама, написанное в 1935 году:

Это какая улица?

Улица Мандельштама.

Что за фамилия чёртова —

Как её ни вывёртывай,

Криво звучит, а не прямо.

Мало в нём было линейного,

Нрава он не был лилейного,

И потому эта улица

Или, верней, эта яма

Так и зовётся по имени

Этого Мандельштама……

- В 2011 году в Воронеже рассматривалась возможность переименовать одну из улиц в улицу Мандельштама, однако из-за протестов жителей, не желавших заниматься переоформлением прописки и документов, от переименования решили отказаться[120].

Пусти меня, отдай меня, Воронеж:

Уронишь ты меня иль проворонишь,

Ты выронишь меня или вернёшь, -

Воронеж — блажь, Воронеж — ворон, нож.
Осип Мандельштам, апрель 1935 года

- В мае 2012 года в Варшаве[~ 3] появилась первая в мире улица Мандельштама[122].
- Учебный фильм для изучения русского языка «Улица Мандельштама» в рамках европейского проекта Erasmus+ (2019)[123].
- В 2016 году, в честь 125-летия со дня рождения поэта, планировалось назвать его именем одну из улиц Москвы[124].

### Проза
- 1925 — «Шум времени» (сборник автобиографических очерков) — издан в кооперативном издательстве «Время».
- 1928 — «Египетская марка» (повесть)
- 1930 — «Четвёртая проза»
- 1933 — «Путешествие в Армению» (сборник путевых очерков)

### Сборники стихотворений
- 1913—1923 — «Камень»
- 1922 — «Tristia»
- 1923 — «Вторая книга»
- 1928 — «Стихотворения 1921—1925»
- 1928 — «Стихотворения»
- 1930—1934 — «Московские тетради»
- 1935—1937 — «Воронежские тетради»

### Критика и публицистика
- 1919 — «Утро акмеизма»
- 1922 — «Пшеница человеческая»
- 1923 — «Гуманизм и современность»
- 1928 — «О поэзии»
- 1933 — «Разговор о Данте»

### Собрания сочинений
- Мандельштам О. Э. Собрание сочинений в трёх томах. Вступительные статьи проф. Кларенса Брауна, проф. Г. П. Струве, Б. А. Филиппова. — Washington: Inter-Language Literary Associates/Международное Литературное Содружество, 1967.
  - Мандельштам, Осип. Собрание сочинений. IV — дополнительный том. Под редакцией Г. Струве, Н. Струве, Б. Филиппова. — Paris: YMCA-Press, 1981.
- Мандельштам О. Э. Сочинения. В 2 т. / Вступ. ст. С. С. Аверинцева. — М.: Художественная литература, 1990. — 200 000 экз.
  - Том 1 — 640 с.
  - Том 2 — 464 с.
- Мандельштам О. Э. Собрание сочинений в 4 т. — Издательство «Арт-Бизнес-Центр», 1993—1999. Подготовлено Мандельштамовским обществом.
- Мандельштам О. Э. Полное собрание сочинений и писем. В 3 т. / Сост., подг. текста и комм. А. Г. Меца. — М.: Прогресс-Плеяда, 2009—2011.
  - Том 1. Стихотворения. / Вступ. ст. Вяч. Вс. Иванова. — 2009. — 808 с. — ISBN 978-5-93006-095-9.
  - Том 2. Проза. — 2010. — 760 с. — ISBN 978-5-93006-088-1.
  - Том 3. Проза. Письма. — 2011. — 944 с. — ISBN 978-5-904995-10-2.
  - Приложение. Летопись жизни и творчества. / Сост. А. Г. Мец при участии С. В. Василенко, Л. М. Видгофа, Д. И. Зубарева, Е. И. Лубянниковой. — 2014. — 536 с. — ISBN 978-5-904995-24-9.

### Отдельные издания
- Мандельштам О. Э. Стихотворения — Л.: Советский писатель, 1973. — 336 с. — (Библиотека поэта. Большая серия) (переизд. в 1974, 1978 и 1979 гг.)
- Мандельштам О. Э. Стихотворения. Избранная проза: / Сост. послесл., коммент. А. Г. Мец; оформл. В. Э. Коваля. — Волгоград: Ниж.-Волж. книжное издательство, 1991. — 453 с. — 50000 экз. — ISBN 5-7610-0253-1
- Мандельштам О. Э. Камень / Изд. подгот. Л. Я. Гинзбург, А. Г. Мец, С. В. Василенко, Ю. Л. Фрейдин. — М.: Наука, 1991. — 400 с. (Литературные памятники).
- Мандельштам О. Э. Полное собрание стихотворений / Вступительные статьи М. Л. Гаспарова и А. Г. Меца. Составление, подготовка текста и примечания А. Г. Меца. — СПб.: Гуманитарное агентство «Академический проект», 1997. — 718 с. (Новая библиотека поэта) — ISBN 5-7331-0090-7.
- Мандельштам О. Э. Стихотворения. Проза / Сост., вступ. статья и коммент. М. Л. Гаспарова. — М.: АСТ; Харьков: Фолио, 2001. — 736 с. — ISBN 5-17-006594-9 (АСТ); ISBN 966-03-1229-6 (Фолио) (Библиотека поэта)

## Комментарии
1. ↑  21 октября 1914 года, накануне окончательного распада Цеха и чтобы отметить его третью годовщину, поэты собрались у Ахматовой в Царском селе и избрали временным синдиком Мандельштама. 21 декабря Гумилёв и Городецкий объявили о закрытии «Цеха поэтов»
2. ↑  В начале года подарил Цветаевой второе издание «Камня» с надписью: «Марине Цветаевой — камень-памятка. Осип Мандельштам. Петербург 10 янв. 1916»
3. ↑  В 1925 году именно в Польше впервые был опубликован перевод стихов Мандельштама на иностранный язык (Адам Поморский. Мандельштам в Польше. // Иностранная литература, 2011, № 10)